# 蒂姆·米克尔森
蒂姆·米克尔森（英語：Tim Mickelson，1948年11月12日—2017年8月30日），美国男子赛艇运动员。他曾代表美国参加1972年夏季奥林匹克运动会赛艇比赛，获得男子八人单桨有舵手银牌。